# Killiit (Inselgruppe, Aasiaat)
Killiit (nach alter Rechtschreibung Kitdlît; „die Westlichsten“; dänisch Vester Ejland „Westliche Insel“) ist eine grönländische Inselgruppe im Distrikt Aasiaat in der Kommune Qeqertalik.

## Geografie
Die Inselgruppe liegt ca. 28 km westlich von Aasiaat und 35 km nördlich von Kangaatsiaq. Die Hauptinsel macht rund drei Viertel der Fläche der Inselgruppe aus. Sie besteht aus einem nördlichen Teil und der südlichen Halbinsel Nuussuaq, getrennt durch die Bucht Qassi. Lediglich die Inseln Upernavik (7,0 ha) im Westen, Qeqertaq im Süden (3,5 ha) und die drei zu Alanngorliit gehörenden Inseln (1,3 ha, 1,6 ha, 1,7 ha) im Norden haben eine Fläche von über 1 ha.

## Geschichte
Killiit war seit Beginn der Kolonisation fast durchgehend besiedelt. Von 1794 bis in die 1810er Jahre, von 1818 bis 1823, von 1845 bis 1847 und von 1960 bis 1967 hatte Killiit den Status einer Anlage bzw. eines Udsteds. Seit 1967 ist die Inselgruppe unbewohnt.